# Lee Hyeon-Seo
Este es su Nombre coreano, el apellido familiar es Lee.
Lee Hyeon-seo  (Coreano: 이현서, n. en enero de 1980) es una disidente y activista norcoreana que vive actualmente en Corea del Sur, donde es estudiante. Escapó de Corea del Norte, y luego personalmente guio a su familia hacia la libertad a través de China, Laos y Vietnam.

## Primeros años en Corea del Norte
Lee creció en Hyesan, Corea del Norte. "Cuando era joven, consideraba a mi país el mejor del mundo," Lee explicó en TED en febrero de 2013. "crecí cantando una canción llamada ‘Nada que Envidiar’. Me sentía muy orgullosa. Pensaba que mi vida en Corea del Norte era normal, a pesar de que cuando tenía siete años, vi mi primera ejecución pública." Su familia no era pobre, pero después una hambruna les golpeó en los años 90, y ella fue testigo de mucho sufrimiento y muerte.
Luego recordó una carta que recibió su madre de la hermana de un colega, donde decía "Cuando leas esto, los cinco miembros de la familia no estaremos en este mundo, porque no hemos comido en las últimas dos semanas… estamos tirados en el suelo juntos, y nuestros cuerpos están tan débiles que estamos listos para morir." No mucho tiempo después, Lee cuenta"vimos otro espectáculo impactante fuera de una estación de tren– una mujer yacía en el suelo aparentemente muerta, con un niño famélico en sus brazos mirándole a su cara." cuenta Lee, "Nadie les ayudó, porque estaban centrados en el cuidado de sí mismos y de sus familias."

## Huida

### China
En 1997, Lee dejó Corea del Norte sola para vivir con parientes en China como una inmigrante ilegal. En una ocasión, después de ser denunciada como norcoreana, fue interrogada por la policía y examinada de los conocimientos que tenía del idioma y la cultura de China. Afortunadamente, aprobó el examen.

### Corea del Sur
Tras 10 años de ocultar su identidad y viviendo con miedo en China, Lee preparó su huida a Corea del Sur. Llegó al Aeropuerto Internacional de Inchon en enero de 2008, entró en la oficina de inmigración y reveló su identidad de Refugiada norcoreana. Lee "fue llevada rápidamente a otra habitación," donde los funcionarios inspeccionaron sus papeles, preguntándole si en realidad ella era china, e "informándome de que sería encarcelada un tiempo y luego deportada hasta China si había violado la ley coreana.
Por otro lado, si el gobierno Chino se enteraba de que no era ciudadana China, sería encarcelada, fuertemente multada y luego deportada de nuevo: de vuelta a Corea del Norte." Lee les pidió que llamasen al Servicio Nacional de Inteligencia, que tres horas más tarde la llevaron al centro de Seúl. Tras ser aceptada, Lee estudió para el examen de acceso a la Universidad.
Lee recibió un curso de orientación para vivir en Corea del Sur, se le proporcionó una casa donde vivir. Lee recuerda que "comencé esta etapa con una mezcla de miedo y excitación, pero establecerse fue más difícil de lo que esperaba. Me di cuenta de que había una enorme brecha entre el Norte y el Sur, que van desde la formación educativa hasta las diferencias culturales y lingüísticas. Somos un pueblo racialmente homogéneo visto desde fuera, pero por dentro nos hemos vuelto muy diferentes como resultado de los 63 años de separación".
Lee también sufrió prejuicios anti-Coreano del Norte, y a veces pensó "que sería mucho más fácil regresar a China". Tras "un año de confusión y desorden", sin embargo, Lee "finalmente conseguí encontrar un sentido a [su] nueva vida."

## Fuga de su Familia
Lee recibió noticias de que la policía norcoreana había interceptado dinero que ella había enviado a su familia a través de un intermediario, y que su madre y su hermano "iban a ser desplazados a un lugar desolado en el campo". Lee cabiló sobre el asunto por un momento y decidió regresar a por ellos, sabiendo que ninguno de ellos sabía hablar o entender Chino. Regresó a China, entró clandestinamente en Corea del Norte, y ayudó a su madre y a su hermano a traspasar la frontera con China.
A continuación les guio en un viaje de 2000 millas (3.218 km.) a través de China, durante el cual "fuimos casi capturados varias veces." En una ocasión, cuando fueron detenidos e interrogados por un policía, Lee le dijo que su familia, que no podían entender Chino, eran personas sordomudas a las que acompañaba. Le aceptó la historia y les dejó continuar. En la frontera de Laos, Lee conoció a un intermediario y le pagó para hacer cruzar a su madre y hermano a través de la frontera y hasta la embajada de Corea del Sur en Vietnam. En el camino hasta un aeropuerto en China para volar hacia Corea del Sur, le informaron que su familia había sido capturada "habían sido sorprendidos mientras cruzaban la frontera."
Lee viajó a Laos, donde pagó un soborno y una multa y tras un mes de sucesos su familia pue liberada. Entonces viajaron hasta Vientián, capital de Laos, donde su familia fue de nuevo arrestada y encarcelada, "justo a una corta distancia de la embajada de Corea del Sur."  Lee estuvo yendo y viniendo durante casi cincuenta días entre la Oficina de Inmigración y la Agencia Nacional de Policía, "tratando desesperadamente de llegar a mi familia … pero no tenía suficiente dinero para pagar los sobornos. Perdí toda esperanza."
No obstante, un extranjero de habla inglesa le preguntó: "¿Qué problema tienes?" Ella se lo explicó, en su mal Inglés, usando un diccionario, y entonces "el hombre fue a la ATM y pagó el resto del dinero para mi familia y otros dos Norcoreanos para sacarlos de la cárcel." Cuando ella le preguntó, "¿Por qué me estás ayudando?," respondió, "no te estoy ayudando a ti….ayudo a la gente de Corea del Norte." Lee describe esto como "un momento simbólico en mi vida," con el hombre que sirve como símbolo de "una nueva esperanza para mi y otros Norcoreanos…. Me mostró que la bondad de los extraños y el apoyo de la comunidad internacional son verdaderamente rayos de esperanza que el pueblo de Corea del Norte necesita."
Más tarde comprendió que ese encuentro marcó el momento "en que mi visión del mundo cambió y me di cuenta que había muchas buenas personas en el planeta. También me di cuenta de lo preciosa que es la vida."  Pronto ella y su familia vivían en Corea del Sur.

## Vida actual
En 2011, Lee escribió que estaba aprendiendo Inglés "para aumentar mis perspectivas," señalando que para los norcoreanos "desconocer el inglés es una desventaja " para el mercado de trabajo. En China, había dedicado una gran cantidad de tiempo para aprender chino, pero "nunca pensé que iba a tener tanta tensión respecto al lenguaje en Corea del Sur." También trabajó a tiempo parcial y "tomé clases de contabilidad en diferentes institutos obteniendo los diplomas necesarios para trabajar." En 2011, fue "admitida en el departamento de lengua China de la Universidad de Hankuk de Estudios Extranjeros (por admisión especial). Lee eligió esta lengua con la esperanza de tomar parte en el creciente comercio con China."
Señaló que también estaba "trabajando en el Ministerio de Unificación de Corea del Sur como una estudiante de periodismo junto a estudiantes universitarios de Corea del Sur. También escribe artículos sobre las relaciones entre Corea del Norte y del Sur así como sobre las posibilidades de reunificación." Además, Lee es una de los "50 estudiantes universitarios que han escapado de Corea del Norte que pertenecen al programa ‘Inglés para el Futuro’ patrocinado por la embajada Británica en Seúl, que me ayuda a mantener mis estudios en inglés."
Lee también hace trabajo voluntario "en agradecimiento por toda la ayuda que he recibido desde que llegué aquí y con la esperanza de devolver el favor a otras personas que lo necesitan."  Desde mayo de 2014, Lee todavía estudia en la Universidad de Hankuk de Estudios Extranjeros y trabaja como una estudiante de periodismo con el Ministerio de Unificación.

### Labor Activista
Lee habló sobre sus experiencias en una conferencia TED en Long Beach, California, en febrero de 2013. El video de YouTube de su charla tuvo más de 16 millones de visitas.
En mayo de 2013, Lee apareció en un programa de TV en Australia en donde se reunió con el extranjero que le ayudó en Vietnam en el año 2009, el Australiano Dick Stolp. "Yo estaba muy feliz," dijo Lee. "Él contestó, ‘No soy un héroe,’ pero yo digo que es un héroe moderno." Stolp dijo: "tu ayudas a una mano humilde y esta alcanza a otras manos y piensa, ‘Esto está muy bien, esto es bueno.’…He encontrado a alguien que ahora está haciendo cosas buenas, y en mi interior no puedo dejar de sentir ‘¡Oye! He ayudado a esta señora a escapar y cambiar su vida.’" Lee ha sido entrevistada por la BBC, CNN, CBS News, y muchos otros medios de TV y emisoras de radio en países de todo el mundo.
Lee habló en el Oslo Freedom Forum en mayo de 2014.